# Phylica acmaephylla
Phylica acmaephylla är en brakvedsväxtart som beskrevs av Christian Friedrich Frederik Ecklon och Zeyh.. Phylica acmaephylla ingår i släktet Phylica och familjen brakvedsväxter. Inga underarter finns listade i Catalogue of Life.